# 1976 en Iran
Chronologie de l'Iran
- 1972
- 1973
- 1974
- 1975
- 1976
- 1977
- 1978
- 1979
- 1980

Cette page présente les faits marquants de l'année 1976 en Iran.

## Culture

### Sortie de film
Sauf indication contraire, les informations mentionnées dans cette section peuvent être confirmées par les bases de données cinématographiques IMDb et SourehCinema (fa),  présentes dans la section « Liens externes ».
- Le Costume de mariage, écrit et réalisé par Abbas Kiarostami.
- L'Échiquier du vent, réalisé par Mohammad-Reza Aslani (fa).
- Le Jardin de pierres, réalisé par Parviz Kimiavi.

## Naissances
- 4 mars : Mohsen Namjoo, compositeur et interprète.
- 10 juin : Hadi Saei, taekwondoïste.
- 21 juillet : Vahid Hashemian, footballeur.
- 11 septembre : Masih Alinejad, journaliste et militante.

## Décès
- 20 janvier : Nour Ali Boroumand, maître de musique multi-instrumentiste.